# 36 pr. n. št.
36 pr. n. št. je bilo po julijanskem koledarju navadno leto, ki se je začelo na torek, sredo ali četrtek, ali pa prestopno leto, ki se je začelo na sredo (različni viri navajajo različne podatke). Po proleptičnem julijanskem koledarju je bilo navadno leto, ki se je začelo na sredo.
V rimskem svetu je bilo znano kot leto sokonzulstva Poplikole in Nerve, pa tudi kot leto 718 ab urbe condita.
Oznaka 36 pr. Kr. oz. 36 AC (Ante Christum, »pred Kristusom«), zdaj posodobljeno v 36 pr. n. št., se uporablja od srednjega veka, ko se je uveljavilo številčenje po sistemu Anno Domini.

## Dogodki
- Mark Antonij izvede obsežno ofenzivo proti Partom v Anatoliji.

## Rojstva
- 31. januar - Antonija mlajša, rimska plemkinja
- Vipsanija Agripina, rimska plemkinja († 20)